# Peridea trachitso
Peridea trachitso är en fjärilsart som beskrevs av Charles Oberthür 1894. Peridea trachitso ingår i släktet Peridea och familjen tandspinnare. Inga underarter finns listade i Catalogue of Life.